# Hemitilapia oxyrhyncha
Hemitilapia oxyrhyncha (Gr.: „hemi“ = halb + Tilapia; „oxys“ = scharf, spitz + „rhynchus“ = Schnauze), genannt „Vallisnerienlutscher“, ist eine afrikanische Buntbarschart, die endemisch im ostafrikanischen Malawisee vorkommt.

## Merkmale
Hemitilapia oxyrhyncha kann 18 bis 22 Zentimeter lang werden, ist hochrückig und seitlich stark abgeflacht. Seine Körperlänge beträgt das Dreifache der Kopflänge und das zweieinhalbfache der Körperhöhe. Der Kopf ist spitz, das Maul schmal und endständig. Das Kopfprofil weist auf Augenhöhe einen Knick auf. Oberhalb steigt das Kopfprofil bis zum Rückenflossenansatz steiler an. Auf den „Wangen“ befinden sich vier Schuppenreihen. Auf dem unteren Abschnitt des ersten Kiemenbogens befinden sich zwölf Kiemenrechen.
Weibchen sind silbergrau mit einem leichten messingfarbenen Schimmer und abgerundeter Rücken- und Afterflosse. Männchen sind hellblau mit einem metallisch blau schimmernden Kopf und gelb- bis orangefarbenen Schuppenrändern und sieben bis zehn nur hin und wieder sichtbaren Binden an den Körperseiten.  Rücken- und Afterflosse der Männchen laufen spitz zu. Beide Geschlechter haben drei dunkle Flecken auf den Körperseiten, die bei den Weibchen meist deutlich sichtbar sind, während sie die Männchen meist nur in der Schreckfärbung zeigen.
- Flossenformel: Dorsale XVI/10–11; Anale III/9.

## Lebensweise
Hemitilapia oxyrhyncha ist ein typischer Bewohner des mit Röhricht oder Wasserpflanzen, vor allem Vallisnerien bewachsenen Sandufers. Als spezialisierter Aufwuchsfresser ernährt sich die Art vom Bewuchs auf submersen Pflanzen. Dazu legen sich die Fische auf die Seite, um mit dem spitzen Maul die bandartigen Blätter von Vallisnerien oder anderen Wasserpflanzen zu ergreifen und sie sich von unten nach oben bewegend regelrecht abzulutschen, um die Algen und Mikroorganismen abzustreifen, die die Blätter besiedeln. Wie fast alle Buntbarsche des Malawisees ist Hemitilapia oxyrhyncha ein Maulbrüter. Die Eier werden in flachen Sandgruben oder auf Steinen abgelegt. Hemitilapia oxyrhyncha wird schon mit einer Länge von 7 Zentimetern geschlechtsreif.